# Печникова, Анна Павловна
Анна Павловна Печникова — советский хозяйственный и государственный деятель, лауреат Государственной премии СССР за выдающиеся достижения в труде.

## Биография
Родилась в 1938 году в Москве. Член КПСС.
В 1958—1961 — токарь, в 1961—1993 — регулировщица электроаппаратуры Московского завода автотракторного электрооборудования № 1.
За выдающиеся достижения в машиностроительном производстве на основе повышения эффективности использования производственных мощностей была в составе коллектива удостоена Государственной премии СССР за выдающиеся достижения в труде 1979 года.
Депутат Верховного Совета РСФСР 11-го созыва.
Жила в Москве.

## Награды
- Орден Трудовой Славы II степени
- Орден Трудовой Славы III степени